# Ailleville
Ailleville é uma comuna francesa na região administrativa de Grande Leste, no departamento de Aube. Estende-se por uma área de 5,01 km². Em 2010 a comuna tinha 249 habitantes (densidade: 49,7 hab./km²).